# Mikko Kankaanpää
Mikko Kankaanpää (ur. 17 kwietnia 1987 w Kauhava) – fiński lekkoatleta, który specjalizuje się w rzucie oszczepem.
Szósty zawodnik mistrzostw Europy juniorów (Kowno 2005). Uczestnik mistrzostw świata juniorów, które w 2006 odbyły się w Pekinie. Z wynikiem 71,01 zajął tam 9. miejsce w finale. Zwycięzca zimowego pucharu Europy w kategorii U23 w 2009. Rekord życiowy: 83,33 (29 maja 2010, Florø).

## Progresja wyników
| Rok  | Wynik | Data        | Miejsce      | Uwagi         |
| ---- | ----- | ----------- | ------------ | ------------- |
| 2004 | 74,45 | 3 lipca     | Pihtipudas   | oszczep 700 g |
| 2005 | 70,37 | 27 sierpnia | Kristiansand |               |
| 2006 | 72,62 | 29 sierpnia | Lehtimäki    |               |
| 2007 | 73,72 | 5 lipca     | Pihtipudas   |               |
| 2008 | 78,59 | 8 czerwca   | Lapua        |               |
| 2009 | 80,27 | 25 czerwca  | Pihtipudas   |               |
| 2010 | 83,33 | 25 czerwca  | Florø        |               |
| 2012 | 69,74 | 17 czerwca  | Pihtipudas   |               |